# Paul Magdalino
Paul Magdalino (10 de mayo de 1948) es Profesor Obispo Wardlaw de Historia bizantina en la Universidad de St Andrews, profesor de Historia bizantina en la Universidad Koç de Estambul y miembro de la Academia Británica.
Su trabajo se centra en la historia bizantina: la sociedad, cultura y economía del mundo bizantino del siglo VI a XIII; la ciudad de Constantinopla; profecías, pensamiento científico y la formación de la Ortodoxia religiosa bizantina. Es conocido especialmente por su monografía sobre el Imperio bizantino durante el reinado de Manuel I Comneno (1143-1180), que supuso un giro sobre la escuela de Nicetas Coniata y la evaluación negativa de este. Magdalino recibió en 1993 el premio Runciman por su trabajo.

## Biografía
Magdalino fue educado en la Universidad de Oxford (1970 BA, 1976 Ph. D.). Ha trabajado como profesor de historia medieval en la universitadad de St Andrews (1977-1999), como profesor Obispo Wardlaw de Historia Bizantina en la misma universidad (1999-2009) y como profesor de Historia en la Universidad Koç de Estambul (desde 2005).
Es socio del Centro de Estudios Bizantinos Dumbarton Oaks, de la fundación Andrew W. Mellon en Humanismo Cristiano Temprano, de la Universidad Católica de América; del Alexander-von-Humboldt Stipendium en Fráncfort y Múnich y del Centro de Investigación en Humanidades de la Universidad Nacional Australiana. Es directeur d'études invité de la sección de ciencias religiosas de la Escuela de Estudios Superiores en Ciencias Sociales.
Fue profesor invitado de Historia en la Universidad de Harvard en 1995-6. En 2002 fue elegido Socio de la Academia Británica.
Magdalino es un miembro de varias juntas editorial y comités como la serie de monografías 'El Mediterráneo Medieval' de Brill, los 'Oxford Studies in Byzantium' de las Prensa Universitarias de Oxford; el Comité para el proyecto de "Prosopografía del Imperio bizantino" de la Academia Británica, el Comité de Miembros Séniors de Dumbarton Oaks; La Pomme d'o Publishing o la revista Byzantinische Zeitschrift.

## Publicaciones

### Como autor
- (junto a Clive Foss) Rome and Byzantium (Oxford, 1976).
- Tradition and Transformation in Medieval Byzantium (Aldershot, 1991).
- The Empire of Manuel I Komnenos, 1143-1180 (Cambridge, 1993), pp.xxvi+527, ganador del premio Runciman de 1993.
- Constantinople médiévale. Études sur l'évolution des structures urbaines, Travaux et Mémoires, Monographies 9 (París, 1996) pp. 117.
- The Byzantine Background to the First Crusade, Canadian Institute of Balkan Studies (Toronto, 1996) pp.38
- L’orthodoxie des astrologues. La science entre le dogme et la divination à Byzance (VIIe-XIVe siècle), Réalités byzantines 12 (París, 2006), pp. 194.
- Studies on the History and Topography of Byzantine Constantinople (Variorum, Ashgate, Aldershot 2007).
- (junto a Nelson, Robert S.) The Old Testament in Byzantium (Harvard University Press 2010).

### Como editor
- The Perception of the Past in Twelfth-Century Europe (Londres, 1992) pp.x+240.
- New Constantines: the Rhythm of Imperial Renewal in Byzantine History, 4th-13th Centuries (Aldershot, 1994) pp.x+312.
- (ed. with D. Ricks) Byzantium and the Modern Greek Identity (Aldershot, 1998) pp.x+187
- Byzantium in the Year 1000 (Leiden, 2003), pp. xx+284
- (ed. junto a Maria Mavroudi) The Occult Sciences in Byzantium (Ginebra, 2007) pp. 468.
- The Incineration of New Babylon: The Fire Poem of Konstantinos Stilbes (Ginebra, 2015)